# Торбинский район
Торбинский район — административно-территориальная единица в составе Ленинградской области РСФСР с центром в селе Торбино, существовавшая в 1927—1931 годах.
Торбинский район в составе Боровичского округа Ленинградской области был образован в августе 1927 года из 14 сельсоветов Торбинской волости и 3 с/с Сухловской волости (обе волости входили в Маловишерский уезд Новгородской губернии), а также части Бельской волости Боровичского уезда.
Всего было образовано 17 с/с: Вашуговский, Веребьинский, Висленеостровский, Волмский, Воронковский, Горушинский, Даниловский, Заручевский, Каёвский, Казанский, Козловский, Лекаловский, Марконицкий, Мельницкий, Оксочский, Пожарский, Торбинский.
В ноябре 1928 года были упразднены Вашуговский, Волмский, Даниловский и Пожарьевский с/с. Воронковский с/с был переименован в Заборовский, а Козловский — в Крутецкий.
20 сентября 1931 года Торбинский район был упразднён, а его территория в полном составе включена в Окуловский район.